# Bakwa-Mputu
Les Bakwa-Mputu ou Mputu sont un peuple de la République démocratique du Congo  vivant dans le territoire de Lusambo en province du Sankuru.

## Histoire
Les Mputu se considèrent comme ayant une origine commune aux Binji (Bindji-Bambo) du sud de Lusambo.

## Localisation
Les Mputu vivent traditionnellement à l’ouest de la rivière Sankuru dans le secteur de l’entre Konduye-Mialaba, le secteur de la Lubi et le secteur de l’entre Lubi-Konduye dans le territoire de Lusambo en province du Sankuru.